# Каміл Копунек
Каміл Копунек (словац. Kamil Kopúnek, * 18 травня 1984, Трнава, Трнавський край Словаччина) — словацький футболіст, півзахисник «Спартак (Трнава)» та національної збірної Словаччини.

## Біографія

### Клубна кар'єра
Каміл Копунек розпочав свої футбольні кроки в столиці Трнавського краю в дитячих складах місцевих команд. Успішно себе зарекомендувавши в різних збірних дитячо-юнацьких командах, він привернув увагу тренерів місцевої команди «Спартак (Трнава)» і в 2002 році дебютував в 17-річному віці за команду свого рідного міста.

### Збірна
Каміл Копунек дебютував за національну команду 1 березня 2006 року у товариському матчі проти збірної Франції.

## Титули і досягнення
- Чемпіон Словаччини (1):

«Слован»: 2012-13
- Володар Кубка Словаччини (1):

«Слован»: 2012-13